# Hoàng Bột
Hoàng Bột (sinh ngày 26 tháng 8 năm 1974 tại Thanh Đảo, Sơn Đông, Trung Quốc) là một nam diễn viên, ca sĩ người Trung Quốc, tốt nghiệp Học viện Điện ảnh Bắc Kinh khóa 2002. Các tác phẩm điện ảnh chính: "Sự điên cuồng của hòn đá", "Sự điên cuồng của tay đua xe", "Đấu ngưu", "Lạc lối ở Thái Lan", "Tây du hàng ma thiên", "Mở cờ trong bụng", "Con thân yêu", "Ma thổi đèn - tầm long quyết". Năm 2009, với vai diễn ấn tượng trong bộ phim "Đấu ngưu", Hoàng Bột trở thành Ảnh Đế Kim Mã. Từ 2015, Hoàng Bột tham gia chương trình "Thử thách cực han" của Đông Phương Tv cùng với Huỳnh Lỗi, Tôn Hồng Lôi, La Chí Tường, Vương Tấn, Trương Nghệ Hưng.

## Sự nghiệp
Hoàng Bột từng là ca sĩ hát tại các quán bar, từng làm thầy giáo dạy khiêu vũ, sau đó lấn sân làm MC dẫn chương trình. Từng có thời gian anh làm người đại diện trung gian tại một xưởng sản xuất của Hàn Quốc. Điện ảnh đến với Hoàng Bột một cách hết sức tình cờ. Năm 2001, anh được người bạn đồng hương là nam tài tử Cao Hổ giới thiệu tham gia vai phụ trong bộ phim "Lên xe, đi thôi", bộ phim sau đó đoạt giải Phim ngắn xuất sắc tại LHP Kim Kê. Động lực trên này giúp Hoàng Bột nhận thấy đóng phim chính là nghề thực sự hấp dẫn. Sau đó, anh đã thi vào Học viện Điện ảnh Bắc Kinh cho đến khi đỗ vào lớp chuyên ngành Lồng tiếng thuộc khoa Biểu diễn.
Nhờ vai diễn xuất sắc trong 2 bộ phim của đạo diễn Ninh Hạo: "Sự điên cuồng của hòn đá" và "Sự điên cuồng của tay đua" mà Hoàng Bột trở nên nổi danh. Năm 2009, với vai diễn trong bộ phim "Đấu Ngưu" cùng Trương Gia Huy, Hoàng Bột giành giải diễn viên xuất sắc tại LHP Kim Mã lần thứ 46. Ngày 24 tháng 11 năm 2012, Hoàng Bột cùng với Tăng Bảo Nghi đồng chủ trì LHP Kim Mã lần thứ 49. Trong bộ phim đạt doanh thu 1,2 tỷ nhân dân tệ (khoảng 195 triệu USD) "Lạc lối ở Thái Lan", Hoàng Bột đóng vai phản diện Cao Bác, tạo hình như một điệp viên áo đen khiến khán giả cười nghiêng cười bò.
Hoàng Bột giành thêm giải Nam diễn viên phụ xuất sắc tại LHP châu Á 2014 nhờ nhân vật trong phim "Khu vực không người". Chỉ hơn 10 ngày công chiếu, bộ phim "Tâm hoa lộ phóng" đã phá mọi kỷ lục doanh thu trên màn ảnh Trung Quốc với gần 900 triệu nhân dân tệ (khoảng 146 triệu USD). Thành công này nhờ sự tái hợp của Hoàng Bột và Từ Tranh - 2 gương mặt tạo nên hiện tượng "Lạc lối ở Thái Lan".
Ngày 5 tháng 5 năm 2016, Gia nhập Sony Music Entertainment, trở thành ca sĩ.

## Đời tư
Vợ của Hoàng Bột có biệt danh "Tiểu Âu", năm 2007 họ kết hôn sau hơn 13 năm yêu nhau. Cuối tháng 7 năm 2011, vợ hạ sinh cho Hoàng Bột 1 cô con gái.

## Phim ảnh và chương trình

### Điện ảnh
| Năm  | Tên phim                                 | Vai diễn                                 | Ghi chú                                  |
| ---- | ---------------------------------------- | ---------------------------------------- | ---------------------------------------- |
| 2000 | Lên xe, đi thôi                          | Cao Minh                                 |                                          |
| 2006 | Lời hứa                                  | Hỷ Lương                                 |                                          |
| 2006 | Sự điên cuồng của hòn đá                 | Hắc Bì                                   |                                          |
| 2006 | Tân Nhai Khẩu                            | Nhị Tử                                   |                                          |
| 2006 | Đại điện ảnh chi số bách ức              | Phan Chí Cường                           |                                          |
| 2007 | Mỗi đương biến ảo thời                   | Trư Nhục Lão                             |                                          |
| 2007 | Phi hành nhật chí                        | Khách xuyến                              |                                          |
| 2007 | Thế giới diệu kỳ                         | Tiểu thâu tam nhi                        | Phim ngắn                                |
| 2007 | Phi thuyền                               | Thuyền trưởng                            | Phim ngắn                                |
| 2008 | Công phu quán lam                        | Hoàng sư phụ                             |                                          |
| 2008 | Ái Tình Tả Đăng Hữu Hành                 | Thiên sứ                                 |                                          |
| 2009 | Tay đua điên cuồng                       | Cảnh Hạo                                 |                                          |
| 2009 | Cao hứng                                 | Thạch Nhiệt Náo                          |                                          |
| 2009 | Thiết nhân                               | Triệu Nhất Lâm                           |                                          |
| 2009 | Đấu ngưu                                 | Ngưu nhị                                 |                                          |
| 2009 | Tìm kiếm hạt bụi                         | Thẩm Đông                                | Điện ảnh công cộng                       |
| 2009 | Củ cải cứng đầu                          | Lão La                                   |                                          |
| 2010 | Việt quang bảo hạp                       | Chu Du                                   |                                          |
| 2010 | Huyền thoại Trần Chân                    | Huỳnh Hạo Long                           |                                          |
| 2011 | Người tình giả dạng                      | Trần Văn                                 |                                          |
| 2011 | Cơm chiên                                | Vương Đại Vệ                             |                                          |
| 2012 | Anh hùng du côn 1: Màn khởi đầu          | Từ Đạt Phu                               |                                          |
| 2012 | Tiệc tối điên cuồng                      | Gia Minh                                 |                                          |
| 2012 | Dịch vụ đặc biệt                         | phim ngắn, đảm nhiệm đạo diễn, biên kịch |                                          |
| 2012 | Hoàng kim đại kiếp án                    | Tiếp đầu huynh đệ                        | Khách mời                                |
| 2012 | Sát sinh                                 | Ngưu Kết Thực                            |                                          |
| 2012 | Phục ma giả                              | Trạch nam                                | Phim ngắn                                |
| 2012 | Lạc lối ở Thái Lan                       | Cao Bác                                  |                                          |
| 2012 | 2B Thanh niên không say rượu             | 2B Thanh niên                            | phim ngắn, đảm nhiệm đạo diễn, biên kịch |
| 2013 | 101 lời cầu hôn                          | Huỳnh Đạt                                |                                          |
| 2013 | Tây du ký: Mối tình ngoại truyện         | Tôn Ngộ Không                            |                                          |
| 2013 | Đầu bếp, diễn viên và tên vô lại         | Lưu manh                                 |                                          |
| 2013 | Ai là thức ăn                            | Đầu bếp                                  | Phim ngắn                                |
| 2013 | Khu vực không người                      | Sát thủ                                  |                                          |
| 2014 | Con thân yêu                             | Điền Văn Huy                             |                                          |
| 2014 | Mở cờ trong bụng                         | Cảnh Hạo                                 |                                          |
| 2014 | Tôi là sói chi hỏa long sơn đại mạo hiểm | Phối âm                                  |                                          |
| 2014 | Anh hùng du côn 2: Bình minh trở lại     | Từ Đạt Phu                               | Khách mời                                |
| 2015 | Ma thổi đèn: Tầm long quyết              | Vương Khải Toàn                          |                                          |
| 2016 | Thử thách cực hạn: Kho báu hoàng gia     | Hoàng Bột                                |                                          |
| 2017 | Đại náo thiên trúc                       | Đường Sát Tô                             |                                          |
| 2017 | Chiếm đoạt ký ức                         | Giang Phong                              |                                          |
| 2017 | Dưới lớp băng                            | Vương Hải Ba                             |                                          |
| 2019 | Người ngoài hành tinh điên cuồng         | Cảnh Hạo                                 |                                          |

### Phim truyền hình
| Năm  | Phim                   | Nhân vật        | Ghi chú |
| ---- | ---------------------- | --------------- | ------- |
| 2002 | Hắc động               | Dương Văn Quân  |         |
| 2002 | Hồng lâu nha đầu       | Hưng nhi        |         |
| 2005 | Lao động nhập cư       | Tiết Lục        |         |
| 2007 | Kết thúc thiên đường   | Hồ An Chi       |         |
| 2008 | Tồn tại thật tốt       | Tiết Lục        |         |
| 2010 | Ngoại hương nhân       | Khúc Khúc       |         |
| 2012 | Dân binh cát nhị đản   | Cát Nhị Đản     |         |
| 2013 | Hỏa tuyến tam huynh đệ | Điền Tam Lâm    |         |
| 2014 | Hai mặt                | Thẩm Tây Lâm    |         |
| 2015 | Chuyện cũ ở Thanh Đảo  | Vương Mãn Xương |         |

### Game show
- 2012, 2013: "Happy Camp".
- 2015: "Running brother 3" khách mời tập 5.
- 2015 - 2017: Thử thách cực hạn mùa 1, 2, 3.
- 2016: "Tỷ tỷ hảo đói" khách mời tập 1.

### Talk show
- 2007, 2012: "Phỏng vấn siêu cấp".
- 2010, 2012: "Phi thường tĩnh khoảng cách".
- 2014: "Tiểu sử tình yêu - Kể ra chuyện xưa của bạn".
- 2015: "Đại bài giá lâm".
- 2015: "Thời gian dễ dàng".

### Lồng tiếng
| Năm  | Phim          | Vai          | Ghi chú         |
| ---- | ------------- | ------------ | --------------- |
| 2011 |               | Khố Lạp      |                 |
| 2015 | Tiểu vương tử | Phi hành gia | Bản tiếng Trung |

### Kịch bản
| Năm  | Phim    | Công việc | Ghi chú |
| ---- | ------- | --------- | ------- |
| 2013 | Tồn tại | Phúc Quý  |         |

### Chủ trì
| Thời gian   | Chương trình      | Ghi chú                                                            |
| ----------- | ----------------- | ------------------------------------------------------------------ |
| 24-11-2012  | LHP Kim Mã 49     | Cùng Tăng Bảo Nghi                                                 |
| 2015 - 2017 | Thử thách cực hạn | Huỳnh Lỗi, Tôn Hồng Lôi, La Chí Tường, Trương Nghệ Hưng, Vương Tấn |

## Tác phẩm âm nhạc

### Đơn khúc
27 tháng 6 năm 2016: Đây là số mệnh.

## Giải thưởng
| Năm  | LHP                                | Giải thưởng                       | Tác phẩm                 | Vai trò         | Kết quả                         |
| ---- | ---------------------------------- | --------------------------------- | ------------------------ | --------------- | ------------------------------- |
| 2007 | Giải thưởng điện ảnh Trung Quốc 7  | Nam diễn viên phụ xuất sắc nhất   | Sự điên cuồng của hòn đá | Hắc Bì          | Đoạt giải                       |
| 2008 | Giải Bách Hoa 29                   | Tân nhân xuất sắc nhất            | Sự điên cuồng của hòn đá | Hắc Bì          | Đề cử                           |
| 2009 | Giải Kim Mã lần thứ 46             | Nam diễn viên chính xuất sắc nhất | Đấu ngưu                 | Ngưu Nhị        | Đoạt giải (Cùng Trương Gia Huy) |
| 2009 | Giải Kim Phượng lần thứ 12         | Nam diễn viên chính xuất sắc nhất | Đấu ngưu                 | Ngưu Nhị        | Đoạt giải                       |
| 2010 | LHP Bắc Kinh đại học điện ảnh 17   | Nam diễn viên chính xuất sắc nhất | Đấu ngưu                 | Ngưu Nhị        | Đoạt giải                       |
| 2010 | Giải thưởng điện ảnh Trung Quốc 10 | Nam diễn viên chính xuất sắc nhất | Đấu ngưu                 | Ngưu Nhị        | Đoạt giải                       |
| 2010 | Giải cây đa vàng 1                 | Nam diễn viên chính xuất sắc nhất | Đấu ngưu                 | Ngưu Nhị        | Đoạt giải                       |
| 2010 | Toàn cầu hoa ngữ bảng              | Nam diễn viên chính xuất sắc nhất |                          |                 | Đoạt giải                       |
| 2012 | LHP thanh niên 6                   | Diễn viên được chú ý nhất         |                          |                 | Đoạt giải                       |
| 2013 | LHP thanh niên 7                   | Diễn viên được chú ý nhất         |                          |                 | Đoạt giải                       |
| 2013 | Hiệp hội đạo diễn điện ảnh 4       | Diễn viên thường niên             | Sát sinh                 | Ngưu Kết thực   | Đoạt giải                       |
| 2013 | Giải Kim Mã lần thứ 50             | Nam diễn viên phụ xuất sắc nhất   | Tây du hàng ma thiên     | Tôn Ngộ Không   | Đề cử                           |
| 2014 | Giải Kim Tượng lần thứ 33          | Nam diễn viên phụ xuất sắc nhất   | Tây du hàng ma thiên     | Tôn Ngộ Không   | Đề cử                           |
| 2014 | LHP Châu Á 8                       | Nam diễn viên phụ xuất sắc nhất   | Khu vực không người      | Sát thủ         | Đoạt giải                       |
| 2014 | Hiệp hội đạo diễn điện ảnh 5       | Diễn viên thường niên             | Khu vực không người      | Sát thủ         | Đề cử                           |
| 2015 | Giải Kim Tượng lần thứ 34          | Nam diễn viên chính xuất sắc nhất | Con thân yêu             | Điền Văn Huy    | Đề cử                           |
| 2016 | Giải Hoa Đỉnh lần thứ 19           | Nam diễn viên chính xuất sắc nhất | Chuyện cũ Thanh Đảo      | Vương Mãn Xương | Đoạt giải                       |
| 2017 | Giải Kim Mã lần thứ 54             | Nam diễn viên chính xuất sắc nhất | Dưới lớp băng            | Vương Hải Ba    | Đề cử                           |

### Forbes China Celebrity 100
| Năm  | Hạng | Ref.  |
| ---- | ---- | ----- |
| 2013 | 34   | [ 2 ] |
| 2014 | 62   | [ 3 ] |
| 2015 | 22   | [ 4 ] |
| 2017 | 30   | [ 5 ] |
| 2019 | 2    | [ 6 ] |
| 2020 | 52   | [ 7 ] |